# Saison 2 de Malcolm
Chronologie
Saison 1 de Malcolm Saison 3 de Malcolm
Cet article présente le guide des épisodes de la deuxième saison de la série télévisée Malcolm.

## Distribution

### Acteurs principaux
- Frankie Muniz (VF : Brice Ournac) : Malcolm
- Jane Kaczmarek (VF : Marion Game) : Loïs
- Bryan Cranston (VF : Jean-Louis Faure) : Hal
- Christopher Kennedy Masterson (VF : Cédric Dumond) : Francis
- Justin Berfield (VF : Romain Douilly) : Reese
- Erik Per Sullivan (VF : Yann Peyroux) : Dewey
- Catherine Lloyd Burns (VF : Kelvine Dumour) : Caroline Miller

## Épisodes

### Épisode 1:Embouteillage
- États-Unis : 5 novembre 2000 sur FOX
- France : 15 janvier 2002 sur M6

- États-Unis : 17,8 millions de téléspectateurs
- France : 10,5 millions de téléspectateurs

### Épisode 2:Il n'y a pas d'heure pour Halloween
- États-Unis : 8 novembre 2000 sur FOX
- France : 16 janvier 2002 sur M6

- États-Unis : 13,4 millions de téléspectateurs
- France : 9 millions de téléspectateurs

- Bingo Bango (David Morales Latin Bango Mix) de Basement Jaxx
- Best Got Better de Dub Pistols

### Épisode 3:Joyeux Anniversaire Loïs
- États-Unis : 12 novembre 2000 sur FOX
- France : 17 janvier 2002 sur M6

- États-Unis : 19,3 millions de téléspectateurs
- France : 8 millions de téléspectateurs

### Épisode 4:Dîner en ville
- États-Unis : 15 novembre 2000 sur FOX
- France : 18 janvier 2002 sur M6

- États-Unis : 12,8 millions de téléspectateurs
- France : 7 millions de téléspectateurs

- Craig Lamar Traylor (Stevie)

### Épisode 5:Faites vos jeux
- États-Unis : 19 novembre 2000 sur FOX
- France : 21 janvier 2002 sur M6

- États-Unis : 12,6 millions de téléspectateurs
- France : 7,4 millions de téléspectateurs

### Épisode 6:Le Congrès
- États-Unis : 22 novembre 2000 sur FOX
- France : 22 janvier 2002 sur M6

- États-Unis : 12,9 millions de téléspectateurs
- France : 6,2 millions de téléspectateurs

- Craig Lamar Traylor (Stevie)

### Épisode 7:Attaque à main armée
- États-Unis : 26 novembre 2000 sur FOX
- France : 23 janvier 2002 sur M6

- États-Unis : 15,4 millions de téléspectateurs
- France : 6,6 millions de téléspectateurs

- David Higgins

### Épisode 8:Thérapie
- États-Unis : 29 novembre 2000 sur FOX
- France : 24 janvier 2002 sur M6

- États-Unis : 13,2 millions de téléspectateurs
- France : 8,1 millions de téléspectateurs

- Craig Lamar Traylor (Stevie)
- Nancy Lenehan (Christie)

### Épisode 9:Malcolm brûle les planches
- États-Unis : 10 décembre 2000 sur FOX
- France : 25 janvier 2002 sur M6

- États-Unis : 12,8 millions de téléspectateurs
- France : 7,6 millions de téléspectateurs

- Craig Lamar Traylor (Stevie)
- Daniel Von Bargen (Commandant Spangler)

### Épisode 10:Le Grand Méchant Reese
- États-Unis : 17 décembre 2000 sur FOX
- France : 28 janvier 2002 sur M6

- États-Unis : 13,7 millions de téléspectateurs
- France : 6,7 millions de téléspectateurs

### Épisode 11:La Vieille Dame
- États-Unis : 7 janvier 2001 sur FOX
- France : 29 janvier 2002 sur M6

- États-Unis : 14,5 millions de téléspectateurs
- France : 6,5 millions de téléspectateurs

### Épisode 12:La Nouvelle Tête d'ampoule
- États-Unis : 14 janvier 2001 sur FOX
- France : 30 janvier 2002 sur M6

- États-Unis : 15,5 millions de téléspectateurs
- France : 7,8 millions de téléspectateurs

- Craig Lamar Traylor (Stevie)
- Daniel Von Bargen (Commandant Spangler)
- Tania Raymonde (Cynthia)

### Épisode 13:Les Nouveaux Voisins
- États-Unis : 21 janvier 2001 sur FOX
- France : 31 janvier 2002 sur M6

- États-Unis : 12 millions de téléspectateurs
- France : 8,6 millions de téléspectateurs

- Daniel Von Bargen (Commandant Spangler)
- Robin Riker (Tina)
- Gregory Jbara (Mike)
- Michael Welch (Josh)
- Dakota Fanning (Emily)

### Épisode 14:Hal démissionne
- États-Unis : 4 février 2001 sur FOX
- France : 1er février 2002 sur M6

- États-Unis : 13,3 millions de téléspectateurs
- France : 8 millions de téléspectateurs

### Épisode 15:Conflit de générations
- États-Unis : 11 février 2001 sur FOX
- France : 4 février 2002 sur M6

- États-Unis : 12,5 millions de téléspectateurs
- France : 8,2 millions de téléspectateurs

### Épisode 16:Infraction
- États-Unis : 18 février 2001 sur FOX
- France : 5 février 2002 sur M6

- États-Unis : 15,8 millions de téléspectateurs
- France : 8,1 millions de téléspectateurs

### Épisode 17:Urgences
- États-Unis : 25 février 2001 sur FOX
- France : 6 février 2002 sur M6

- États-Unis : 15,4 millions de téléspectateurs
- France : 7,5 millions de téléspectateurs

- Craig Lamar Traylor (Stevie)
- Daniel Von Bargen (Commandant Spangler)

### Épisode 18:Reese aux fourneaux
- États-Unis : 4 mars 2001 sur FOX
- France : 7 février 2002 sur M6

- États-Unis : 13,1 millions de téléspectateurs
- France : 7,9 millions de téléspectateurs

- Craig Lamar Traylor (Stevie)
- Miriam Flynn (La professeure de cuisine)
- Tania Raymonde (Cynthia)

### Épisode 19:Cours du soir
- États-Unis : 11 mars 2001 sur FOX
- France : 8 février 2002 sur M6

- États-Unis : 14 millions de téléspectateurs
- France : 8,5 millions de téléspectateurs

- Todd Giebenhain (Richie)

### Épisode 20:Pile et Face
- États-Unis : 1er avril 2001 sur FOX
- France : 11 février 2002 sur M6

- États-Unis : 14,4 millions de téléspectateurs
- France : 6,8 millions de téléspectateurs

Qui va accompagner Reese et Malcolm au bowling ? Hal ou Loïs ? Pendant que l'un accompagnera les enfants, l'autre doit garder Dewey car il est puni. Cet épisode raconte comment se passera la soirée selon que ce soit Hal ou Loïs qui les accompagnera.
Hal: Hal va au bowling avec les enfants. La soirée commence bien puisque Malcolm a rencontré une fille. Reese, jaloux de son frère, veut se venger mais énerve quelqu'un d'autre. Hal essaie de réaliser un sans faute. Lois s'occupe de Dewey car il est puni. Pour éviter tout caprice, elle ne veut pas que Dewey sorte de la chambre. Elle accepte de le laisser regarder un programme ennuyeux à la télévision. Hal, par la faute de Malcolm, rate son sans faute. Francis demande de l'argent à sa mère mais s'énerve quand elle lui explique gentiment qu'elle ne peut pas lui en prêter.
Loïs: Loïs va au bowling avec les enfants. Contrairement à Hal qui laisse les enfants faire ce qu'ils veulent, elle les surveille. À cause de cela, Malcolm est ridiculisé par les autres. Reese rencontre une fille. Hal doit s'occuper de Dewey car il est puni. Mais ce dernier a plus d'un tour dans son sac. Dewey profite des faiblesses de son père pour commander une pizza. Lois se rend compte que Malcolm n'en peut plus d'être humilié, mais Reese se montre si grossier envers sa conquête qu'elle le laisse tomber pour Malcolm. Lui vit son premier baiser puis Lois les ramène à la maison. Francis réclame de l'argent à son père et ne semble pas gêné quand Hal refuse sèchement de lui en accorder.

### Épisode 21:Malcolm contre Reese
- États-Unis : 22 avril 2001 sur FOX
- France : 12 février 2002 sur M6

- États-Unis : 13,9 millions de téléspectateurs
- France : 7,2 millions de téléspectateurs

### Épisode 22:Un pour tous
- États-Unis : 29 avril 2001 sur FOX
- France : 13 février 2002 sur M6

- États-Unis : 14,4 millions de téléspectateurs
- France : 8,3 millions de téléspectateurs

### Épisode 23:Fête foraine
- États-Unis : 6 mai 2001 sur FOX
- France : 14 février 2002 sur M6

- États-Unis : 13,6 millions de téléspectateurs
- France : 7,6 millions de téléspectateurs

- Craig Lamar Traylor (Stevie)
- Merrin Dungey (Kitty)
- Gary Anthony Williams (Abe)

### Épisode 24:Débâcle
- États-Unis : 13 mai 2001 sur FOX
- France : 15 février 2002 sur M6

- États-Unis : 12,1 millions de téléspectateurs
- France : 6,6 millions de téléspectateurs

### Épisode 25:Souvenirs, souvenirs
- États-Unis : 20 mai 2001 sur FOX
- France : 15 février 2002 sur M6

- États-Unis : 13 millions de téléspectateurs
- France : 9 millions de téléspectateurs